# Bondslanden van het Duitse Keizerrijk

Het Duitse Keizerrijk van 1871 tot 1918

Het Duitse Keizerrijk (1871-1918) bestond uit 25 bondslanden, waarvan vier koninkrijken, zes groothertogdommen, vijf hertogdommen, zeven vorstendommen en drie vrije en hanzesteden. Daarnaast was er het rijksland Elzas-Lotharingen. Aan het hoofd stond de koning van Pruisen als Duits keizer.
Deze staten lieten Buitenlandse Zaken en defensie over aan het Rijk, maar konden hierop middels hun stem in de Bondsraad invloed uitoefenen. Omdat Pruisen anders te veel zou domineren, hadden de kleine staten verhoudingsgewijs een grote invloed.
Zie ook: Lijst van vorsten in het Duitse Rijk.
| Bondsland                 | Hoofdstad       | Oppervlakte in km² | Inwoners in 1871 | Inwoners in 1905 | Stemmen      | Opmerkingen                                                          |
| Koninkrijken              | Koninkrijken    | Koninkrijken       | Koninkrijken     | Koninkrijken     | Koninkrijken | Koninkrijken                                                         |
| ------------------------- | --------------- | ------------------ | ---------------- | ---------------- | ------------ | -------------------------------------------------------------------- |
| Beieren                   | München         | 75.870             | 5 022 390 (1875) | 6 500 000        | 6            |                                                                      |
| Pruisen                   | Berlijn         | 348.702            | 24 691 085       | 37 278 820       | 17           |                                                                      |
| Saksen                    | Dresden         | 14.992             | 2 556 244        | 4 582 000 (1907) | 4            |                                                                      |
| Württemberg               | Stuttgart       | 19.511             | 1 881 505 (1875) | 2 300 000        | 4            |                                                                      |
| Groothertogdommen         |                 |                    |                  |                  |              |                                                                      |
| Baden                     | Karlsruhe       | 15.067             | 1 507 179 (1875) | 2 208 503 (1919) | 3            |                                                                      |
| Hessen(-Darmstadt)        | Darmstadt       | 7688               | 852 894          | 1 210 000        | 3            | De groothertog voerde de titel groothertog van Hessen en aan de Rijn |
| Mecklenburg-Schwerin      | Schwerin        | 13.126             | 557 897          | 625 000          | 2            | De groothertog voerde de titel groothertog van Mecklenburg           |
| Mecklenburg-Strelitz      | Neustrelitz     | 2929               | 96 982           | 103 451          | 1            | De groothertog voerde de titel groothertog van Mecklenburg           |
| Oldenburg                 | Oldenburg       | 6428               | 316 640          | 438 195          | 1            |                                                                      |
| Saksen-Weimar-Eisenach    | Weimar          | 3611               | 286 183          | 387 892          | 1            | Vanaf 1903 officieel Groothertogdom Saksen                           |
| Hertogdommen              |                 |                    |                  |                  |              |                                                                      |
| Anhalt                    | Dessau          | 2299               |                  |                  | 1            |                                                                      |
| Brunswijk                 | Brunswijk       | 3672               |                  |                  | 2            |                                                                      |
| Saksen-Altenburg          | Altenburg       | 1323               | 142 122          | 206 508          | 1            |                                                                      |
| Saksen-Coburg en Gotha    | Coburg en Gotha | 1977               | 174. 339         | 242 292          | 1            | In feite twee staten: Saksen-Coburg en Saksen-Gotha                  |
| Saksen-Meiningen          | Meiningen       | 2468               | 187 957          | 268 859          | 1            |                                                                      |
| Vorstendommen             |                 |                    |                  |                  |              |                                                                      |
| Lippe(-Detmold)           | Detmold         | 1215               | 213 565 (1875)   | 328 007          | 1            |                                                                      |
| Reuss jongere linie       | Gera            | 826                |                  |                  | 1            |                                                                      |
| Reuss oudere linie        | Greiz           | 316                |                  |                  | 1            | Vanaf 1902 door de vorst van de jongere linie als regent geregeerd   |
| Schaumburg-Lippe          | Bückeburg       | 340                | 33 133 (1881)    | 44 992           | 1            |                                                                      |
| Schwarzburg-Rudolstadt    | Rudolstadt      | 940                | 75 523           | 96 830           | 1            | Vanaf 1909 in personele unie met Sondershausen                       |
| Schwarzburg-Sondershausen | Sondershausen   | 862                | 67 191           | 85 177           | 1            | Vanaf 1909 in personele unie geregeerd door de vorst van Rudolstadt  |
| Waldeck(-Pyrmont)         | Arolsen         | 1121               | 54 743 (1875)    | 59 135           | 1            | Vanaf 1868 bestuurd door Pruisen, formeel echter zelfstandig         |
| Rijksland                 |                 |                    |                  |                  |              |                                                                      |
| Elzas-Lotharingen         | Straatsburg     | 14.517             | 1 549 738        | 1 815 000        | 3            | Kreeg pas in 1911 stemmen in de Bondsraad                            |
| Vrije en Hanzesteden      |                 |                    |                  |                  |              |                                                                      |
| Bremen                    | Bremen          | 256                | 142 553          | 263 426          | 1            |                                                                      |
| Hamburg                   | Hamburg         | 413                | 388 618 (1881)   | 875 090          | 1            |                                                                      |
| Lübeck                    | Lübeck          | 297                | 56 912 (1881)    | 105 857          | 1            |                                                                      |

Anhalt · Baden · Beieren · Bremen · Brunswijk · Elzas-Lotharingen · Hamburg · Hessen · Lauenburg · Lippe · Lübeck · Mecklenburg-Schwerin · Mecklenburg-Strelitz · Oldenburg · Pruisen · Reuss jongere linie · Reuss oudere linie · Saksen · Saksen-Altenburg · Saksen-Coburg en Gotha · Saksen-Meiningen · Saksen-Weimar-Eisenach · Schaumburg-Lippe · Schwarzburg-Rudolstadt · Schwarzburg-Sondershausen · Waldeck · Württemberg